# Tobias Enström
Ulf Tobias „Toby“ Enström (* 5. November 1984 in Nordingrå) ist ein ehemaliger schwedischer Eishockeyspieler, der im Verlauf seiner aktiven Karriere zwischen 2002 und 2020 unter anderem 734 Spiele für die Atlanta Thrashers und Winnipeg Jets in der National Hockey League (NHL) auf der Position des Verteidigers bestritten hat. Seine größten Karriereerfolg feierte der einmalige NHL All-Star jedoch im Trikot der schwedischen Nationalmannschaft mit dem Gewinn der Bronzemedaille bei der Weltmeisterschaft 2009 und seines Stammvereins MODO Hockey, mit dem er im Jahr 2007 Schwedischer Meister wurde.

## Karriere
Enström durchlief zunächst bis 2002 die Juniorenabteilungen des schwedischen Klubs MODO Hockey. Trotz durchschnittlicher Statistiken erhielt der damals 18-Jährige zur Saison 2002/03 seinen ersten Profivertrag bei MoDo Hockey und kam so zu seinen ersten 42 Einsätzen in der Elitserien. Am Ende des Jahres wurde er zum besten Årets nykomling gewählt. Im folgenden Sommer wurde er daraufhin im NHL Entry Draft in der achten Runde an 239. Stelle von den Atlanta Thrashers ausgewählt. Der Verteidiger blieb jedoch weitere vier Spielzeiten bei seinem Stammklub und entwickelte sich dabei zu einem soliden Abwehrspieler mit Stärken sowohl in der Defensive als auch in der Offensive. In seiner letzten Spielzeit hatte er maßgeblichen Anteil am ersten Meisterschaftsgewinn von MoDo seit 1979. Mit seinen elf Torvorbereitungen war er der erfolgreichste Vorlagengeber der Playoffs. Seine Leistungen machten auch das Management der Atlanta Thrashers auf ihn aufmerksam, die ihm im Mai 2007 einen Vertrag anboten.
Nachdem sich der Schwede über das saisonvorbereitende Trainingscamp der Thrashers einen Platz im Kader des NHL-Teams erarbeitet hatte, startete er mit der Spielzeit 2007/08 in seine erste in Nordamerika. Bereits im November wurde Enström zum Rookie des Monats gewählt, was zwei Jahre lang keinem Verteidiger gelungen war.
Nach seinem NHL-Debüt am 5. Oktober 2007 stand Enström bis zum 22. Januar 2011 in 296 NHL-Spielen in Folge für die Thrashers auf dem Eis, womit der Verteidiger einen neuen Franchise-Rekord aufstellte. Nach der Saison 2017/18 erhielt Enström keinen neuen Vertrag in Winnipeg, sodass er im August 2018 in seine schwedische Heimat bzw. zu seinem Ausbildungsverein MODO Hockey zurückkehrte. Dort führte der erfahrene Verteidiger die Mannschaft zwei Jahre lang als Mannschaftskapitän in der HockeyAllsvenskan an, ehe er sich im Sommer 2020 im Alter von 35 Jahren aus dem aktiven Sport zurückzog.

### International
Enström vertrat sein Heimatland Schweden bei drei Junioren-Weltmeisterschaften im U18- und U20-Bereich zwischen 2002 und 2004, den Senioren-Weltmeisterschaften 2007 und 2009 sowie den Olympischen Winterspielen 2010. Bei der Weltmeisterschaft 2009 gewann er mit Schweden die Bronzemedaille.

## Erfolge und Auszeichnungen
| - 2003 Årets nykomling - 2007 Schwedischer Meister mit MODO Hockey - 2007 NHL-Rookie des Monats November | - 2008 Teilnahme am NHL YoungStars Game - 2008 NHL All-Rookie Team - 2011 Teilnahme am NHL All-Star Game (verletzungsbedingte Absage) |

### International
- 2009 Bronzemedaille bei der Weltmeisterschaft

## Karrierestatistik

### International
Vertrat Schweden bei:
| - U18-Junioren-Weltmeisterschaft 2002 - U20-Junioren-Weltmeisterschaft 2003 - U20-Junioren-Weltmeisterschaft 2004 | - Weltmeisterschaft 2007 - Weltmeisterschaft 2009 - Olympischen Winterspielen 2010 |

(Legende zur Spielerstatistik: Sp oder GP = absolvierte Spiele; T oder G = erzielte Tore; V oder A = erzielte Assists; Pkt oder Pts = erzielte Scorerpunkte; SM oder PIM = erhaltene Strafminuten; +/− = Plus/Minus-Bilanz; PP = erzielte Überzahltore; SH = erzielte Unterzahltore; GW = erzielte Siegtore; 1 Play-downs/Relegation; Kursiv: Statistik nicht vollständig)

## Familie
Enströms jüngere Schwester Tina ist ebenfalls Eishockeyspielerin und gehörte dem schwedischen Nationalteam an.